# Gouvernement Abulgazev
République kirghize
Isakov Boronov
Le gouvernement Muhammetkaly Abulgazev est le gouvernement de la République kirghize du 20 avril 2018 au 17 juin 2020.

## Historique

### Formation
Le gouvernement est formé à la suite du rejet du vote de confiance au gouvernement de Sapar Isakov par le Conseil suprême le 19 avril 2018. Ce renvoi complète une série de changements politiques remplaçant des alliés de l'ancien président Almazbek Atambaev par des politiciens loyaux à son successeur Sooronbay Jeenbekov.
Dirigé par l'ancien Premier ministre par intérim Muhammetkaly Abulgazev, il est formé d'une coalition du PSDK, Bir Bol, Kirghizistan et Respoublika Ata-jourt.

### Succession
Le 17 juin 2020, le gouvernement prend fin avec la démission la veille du Premier ministre  en raison d'accusations de corruption. Le premier vice-Premier ministre Koubatbek Boronov assure brièvement l'intérim avant de succéder à Abulgazev et de former son propre gouvernement.

## Composition

### Initiale (20 avril 2018)
- Par rapport au gouvernement Sapar Isakov, les nouveaux ministres sont indiqués en gras, ceux ayant changé d'attributions en italique[1],[4],[5],[6].

#### Membres du gouvernement
| Poste | Titulaire | Titulaire                                                | Parti                 |
| --- | --------- | -------------------------------------------------------- | --------------------- |
| Premier ministre |           | Muhammetkaly Abulgazev                                   |                       |
| Premier vice-Premier ministre Chargé des Investissements, de l'Industrie agro-alimentaire, de l’Immobilier et du développement régional |           | Koubatbek Boronov                                        |                       |
| Vice-Premier ministre Chargé de la Sécurité                                                                                             |           | Zhenish Razakov                                          |                       |
| Vice-Premier ministre Chargé des Affaires économiques                                                                                   |           | Zamirbek Askarov                                         |                       |
| Vice-Premier ministre Chargé des Affaires sociales                                                                                      |           | Altynai Omurbekova                                       | Respoublika Ata-jourt |
| Ministre des Affaires étrangères |           | Erlan Abdyldaev (jusqu'au 16/10/2018) Chingiz Aidarbekov |                       |
| Ministre des Affaires internes |           | Kashkar Dzhunushaliev                                    |                       |
| Ministre de la Justice |           | Aynur Abdyldaeva (jusqu'au 04/10/2018) Marat Zhamankulov |                       |
| Ministre des Finances |           | Adylbek Kasymaliev                                       |                       |
| Ministre de l'Économie |           | Oleg Pankratov                                           |                       |
| Ministre de l'Agriculture, de l'Industrie alimentaire et des réclamations foncières                                                     |           | Nurbek Murashev                                          |                       |
| Ministre des Transports et des routes                                                                                                   |           | Zhamshitbek Kalilov                                      |                       |
| Ministre des Situations d'urgence |           | Nurbolot Mirzakhmedov                                    | Bir Bol               |
| Ministre de l'Éducation et de la Science                                                                                                |           | Gulmira Kudaiberdiyeva                                   | PSDK                  |
| Ministre de la Santé |           | Kosmosbek Cholponbaev                                    |                       |
| Ministre de la Culture, de l'Information et du Tourisme                                                                                 |           | Sultanbek Jumagulov                                      |                       |
| Ministre du Travail et du Développement social                                                                                          |           | Taalaykul Isakunova                                      | Respoublika Ata-jourt |
| Président du comité pour la Défense |           | Erlis Terdikbaev                                         |                       |
| Président du comité pour l'Industrie, l'Énergie et les Ressources minières                                                              |           | Ulanbek Ryskulov (jusqu'au 04/10/2018) Emil Osmonbetov   |                       |
| Président du comité pour les Technologies de l'information et les Communications                                                        |           | Bakyt Sharshembiyev                                      |                       |
| Président du comité pour la Sécurité nationale                                                                                          |           | Idris Kadyrkulov                                         |                       |

#### Postes non ministériels
| Poste                              | Titulaire | Titulaire                                                | Parti |
| ---------------------------------- | --------- | -------------------------------------------------------- | ----- |
| Dirigeant du Bureau gouvernemental |           | Murat Mukambetov (jusqu'au 04/10/2018) Shamil Asymbekov, |       |

### Remaniement du 25 octobre 2018
- Les nouveaux ministres sont indiqués en gras, ceux ayant changé d'attributions en italique.

#### Ministres
| Poste | Titulaire | Titulaire | Parti                 |
| --- | --------- | --- | --------------------- |
| Premier ministre |           | Muhammetkaly Abulgazev                                                                                              |                       |
| Premier vice-Premier ministre Chargé des Investissements, de l'Industrie agro-alimentaire, de l’Immobilier et du Développement régional |           | Koubatbek Boronov                                                                                                   |                       |
| Vice-Premier ministre Chargé de la Sécurité                                                                                             |           | Zhenish Razakov |                       |
| Vice-Premier ministre Chargé des Affaires économiques                                                                                   |           | Zamirbek Askarov |                       |
| Vice-Premier ministre Chargé des Affaires sociales                                                                                      |           | Altynai Omurbekova                                                                                                  | Respoublika Ata-jourt |
| Ministre des Affaires étrangères |           | Chingiz Aidarbekov                                                                                                  |                       |
| Ministre des Affaires internes |           | Kashkar Dzhunushaliev                                                                                               |                       |
| Ministre de la Justice |           | Marat Zhamankulov                                                                                                   |                       |
| Ministre des Finances |           | Adylbek Kasymaliev (jusqu'au 10/12/2018) Baktygul Jeenbaeva                                                         |                       |
| Ministre de l'Économie |           | Oleg Pankratov |                       |
| Ministre de l'Agriculture, de l'Industrie alimentaire et des réclamations foncières                                                     |           | Nurbek Murashev (jusqu'au 24/05/2019) Erkinbek Choduev                                                              |                       |
| Ministre des Transports et des routes                                                                                                   |           | Zhamshitbek Kalilov (jusqu'au 15/12/2018) Zhenishbek Nogoibaev (intérim) Zhanat Beishenov (à partir du 25/01/2019), |                       |
| Ministre des Situations d'urgence |           | Nurbolot Mirzakhmedov                                                                                               | Bir Bol               |
| Ministre de l'Éducation et de la Science                                                                                                |           | Gulmira Kudaiberdiyeva                                                                                              | PSDK                  |
| Ministre de la Santé |           | Kosmosbek Cholponbaev                                                                                               |                       |
| Ministre de la Culture, de l'Information et du Tourisme                                                                                 |           | Azamat Zhamankulov                                                                                                  |                       |
| Ministre du Travail et du Développement social                                                                                          |           | Ulukbek Kochkorov                                                                                                   | Respoublika Ata-jourt |
| Président du comité pour la Défense |           | Erlis Terdikbaev |                       |
| Président du comité pour l'Industrie, l'Énergie et les Ressources minières                                                              |           | Emil Osmonbetov (à partir du 4 octobre 2018)                                                                        |                       |
| Président du comité pour les Technologies de l'information et les Communications                                                        |           | Bakyt Sharshembiyev (jusqu'au 22/05/2019) Dastan Dogoev                                                             |                       |
| Président du comité pour la Sécurité nationale                                                                                          |           | Idris Kadyrkulov |                       |

#### Postes non ministériels
| Poste                              | Titulaire | Titulaire        | Parti |
| ---------------------------------- | --------- | ---------------- | ----- |
| Dirigeant du Bureau gouvernemental |           | Shamil Asymbekov |       |

### Remaniement du 30 mai 2019
- Les nouveaux ministres sont indiqués en gras, ceux ayant changé d'attributions en italique.

#### Ministres
| Poste | Titulaire | Titulaire                                               | Parti                 |
| --- | --------- | ------------------------------------------------------- | --------------------- |
| Premier ministre |           | Muhammetkaly Abulgazev                                  |                       |
| Premier vice-Premier ministre Chargé des Investissements, de l'Industrie agro-alimentaire, de l’Immobilier et du Développement régional |           | Koubatbek Boronov                                       |                       |
| Vice-Premier ministre Chargé de la Sécurité                                                                                             |           | Zhenish Razakov (jusqu'au 12/02/2020) Akram Madumarov   |                       |
| Vice-Premier ministre Chargé des Affaires économiques                                                                                   |           | Zamirbek Askarov (jusqu'au 06/02/2020) Erkin Asrandiev  |                       |
| Vice-Premier ministre Chargé des Affaires sociales                                                                                      |           | Altynai Omurbekova                                      | Respoublika Ata-jourt |
| Ministre des Affaires étrangères |           | Chingiz Aidarbekov                                      |                       |
| Ministre des Affaires internes |           | Kashkar Dzhunushaliev                                   |                       |
| Ministre de la Justice |           | Marat Zhamankulov                                       |                       |
| Ministre des Finances |           | Baktygul Jeenbaeva                                      |                       |
| Ministre de l'Économie |           | Sanzhar Mukanbetov                                      |                       |
| Ministre de l'Agriculture, de l'Industrie alimentaire et des réclamations foncières                                                     |           | Erkinbek Choduev                                        |                       |
| Ministre des Transports et des routes                                                                                                   |           | Zhanat Beishenov                                        |                       |
| Ministre des Situations d'urgence |           | Nurbolot Mirzakhmedov (jusqu'au 06/02/2020)             | Bir Bol               |
| Ministre des Situations d'urgence |           | Zamirbek Askarov                                        | PSDK                  |
| Ministre de l'Éducation et de la Science                                                                                                |           | Gulmira Kudaiberdiyeva (jusqu'au 11/09/2019)            |                       |
| Ministre de l'Éducation et de la Science                                                                                                |           | Kanybek Isakov                                          | PSDK                  |
| Ministre de la Santé |           | Kosmosbek Cholponbaev                                   |                       |
| Ministre de la Culture, de l'Information et du Tourisme                                                                                 |           | Azamat Zhamankulov                                      |                       |
| Ministre du Travail et du Développement social                                                                                          |           | Ulukbek Kochkorov                                       | Respoublika Ata-jourt |
| Président du comité pour la Défense |           | Erlis Terdikbaev                                        |                       |
| Président du comité pour l'Industrie, l'Énergie et les Ressources minières                                                              |           | Emil Osmonbetov                                         |                       |
| Président du comité pour les Technologies de l'information et les Communications                                                        |           | Dastan Dogoev                                           |                       |
| Président du comité pour la Sécurité nationale                                                                                          |           | Idris Kadyrkulov (jusqu'au 18/06/2019) Orozbek Opumbaev |                       |

#### Postes non ministériels
- Les nouveaux titulaires sont indiqués en gras, ceux ayant changé d'attributions en italique[4].

| Poste                              | Titulaire | Titulaire      | Parti |
| ---------------------------------- | --------- | -------------- | ----- |
| Dirigeant du Bureau gouvernemental |           | Samat Kylzhyev |       |

### Remaniement du 2 avril 2020
- Les nouveaux ministres sont indiqués en gras, ceux ayant changé d'attributions en italique.

| Poste | Titulaire | Titulaire                                                                | Parti                 |
| --- | --------- | ------------------------------------------------------------------------ | --------------------- |
| Premier ministre |           | Muhammetkaly Abulgazev (jusqu'au 16/06/2020) Koubatbek Boronov (intérim) |                       |
| Premier vice-Premier ministre Chargé des Investissements, de l'Industrie agro-alimentaire, de l’Immobilier et du Développement régional |           | Koubatbek Boronov                                                        |                       |
| Vice-Premier ministre Chargé de la Sécurité                                                                                             |           | Akram Madumarov                                                          |                       |
| Vice-Premier ministre Chargé des Affaires économiques                                                                                   |           | Erkin Asrandiev                                                          |                       |
| Vice-Premier ministre Chargé des Affaires sociales                                                                                      |           | Aida Ismailova                                                           | Respoublika Ata-jourt |
| Ministre des Affaires étrangères |           | Chingiz Aidarbekov                                                       |                       |
| Ministre des Affaires internes |           | Kashkar Dzhunushaliev                                                    |                       |
| Ministre de la Justice |           | Marat Zhamankulov                                                        |                       |
| Ministre des Finances |           | Baktygul Jeenbaeva                                                       |                       |
| Ministre de l'Économie |           | Sanzhar Mukanbetov                                                       |                       |
| Ministre de l'Agriculture, de l'Industrie alimentaire et des réclamations foncières                                                     |           | Erkinbek Choduev                                                         |                       |
| Ministre des Transports et des routes                                                                                                   |           | Zhanat Beishenov                                                         |                       |
| Ministre des Situations d'urgence |           | Zamirbek Askarov                                                         | PSDK                  |
| Ministre de l'Éducation et de la Science                                                                                                |           | Kanybek Isakov                                                           | PSDK                  |
| Ministre de la Santé |           | Sabirzhan Abdikarimov                                                    |                       |
| Ministre de la Culture, de l'Information et du Tourisme                                                                                 |           | Azamat Zhamankulov                                                       |                       |
| Ministre du Travail et du Développement social                                                                                          |           | Ulukbek Kochkorov                                                        | Respoublika Ata-jourt |
| Dirigeant du Bureau gouvernemental |           | Samat Kylzhyev                                                           |                       |
| Président du comité pour la Défense |           | Erlis Terdikbaev                                                         |                       |
| Président du comité pour l'Industrie, l'Énergie et les Ressources minières                                                              |           | Emil Osmonbetov                                                          |                       |
| Président du comité pour les Technologies de l'information et les Communications                                                        |           | Dastan Dogoev                                                            |                       |